# Província d'Isernia
La província d'Isernia  és una província que forma part de la regió de Molise dins Itàlia. La seva capital és Isernia.
Limita al nord amb els Abruços (Províncies de L'Aquila i Chieti), a l'est amb la província de Campobasso, al sud amb la Campània (Província de Caserta), a l'oest amb el Laci (Província de Frosinone).
Té una àrea de 1.535,24 km², i una població total de 86.208 hab. (2016). Hi ha 52 municipis a la província.